# Mercan’Tour Classic Alpes-Maritimes
Mercan’Tour Classic Alpes-Maritimes – kolarski wyścig jednodniowy, rozgrywany we Francji w okolicy miejscowości Valberg w regionie Alp Nadmorskich.
Pierwsza edycja wyścigu, będącego częścią cyklu UCI Europe Tour z kategorią 1.1, miała się odbyć w 2020, jednak została odwołana ze względu na pandemię COVID-19. Ostatecznie impreza została zainaugurowana rok później.
W odróżnieniu od większości wyścigów jednodniowych Mercan’Tour Classic Alpes-Maritimes jest przeznaczony dla kolarzy specjalizujących się w jeździe po odcinkach górskich.

## Zwycięzcy
Opracowano na podstawie:
| Rok  | Pierwsze         | Drugie                 | Trzecie             |
| ---- | ---------------- | ---------------------- | ------------------- |
| 2021 | Guillaume Martin | Aurélien Paret-Peintre | Bruno Armirail      |
| 2022 | Jakob Fuglsang   | Michael Woods          | David Gaudu         |
| 2023 | Richard Carapaz  | Felix Gall             | Lennert Van Eetvelt |
| 2024 | Lenny Martinez   | Clément Berthet        | Harm Vanhoucke      |
| 2025 |                  |                        |                     |